# Nio (budismo)

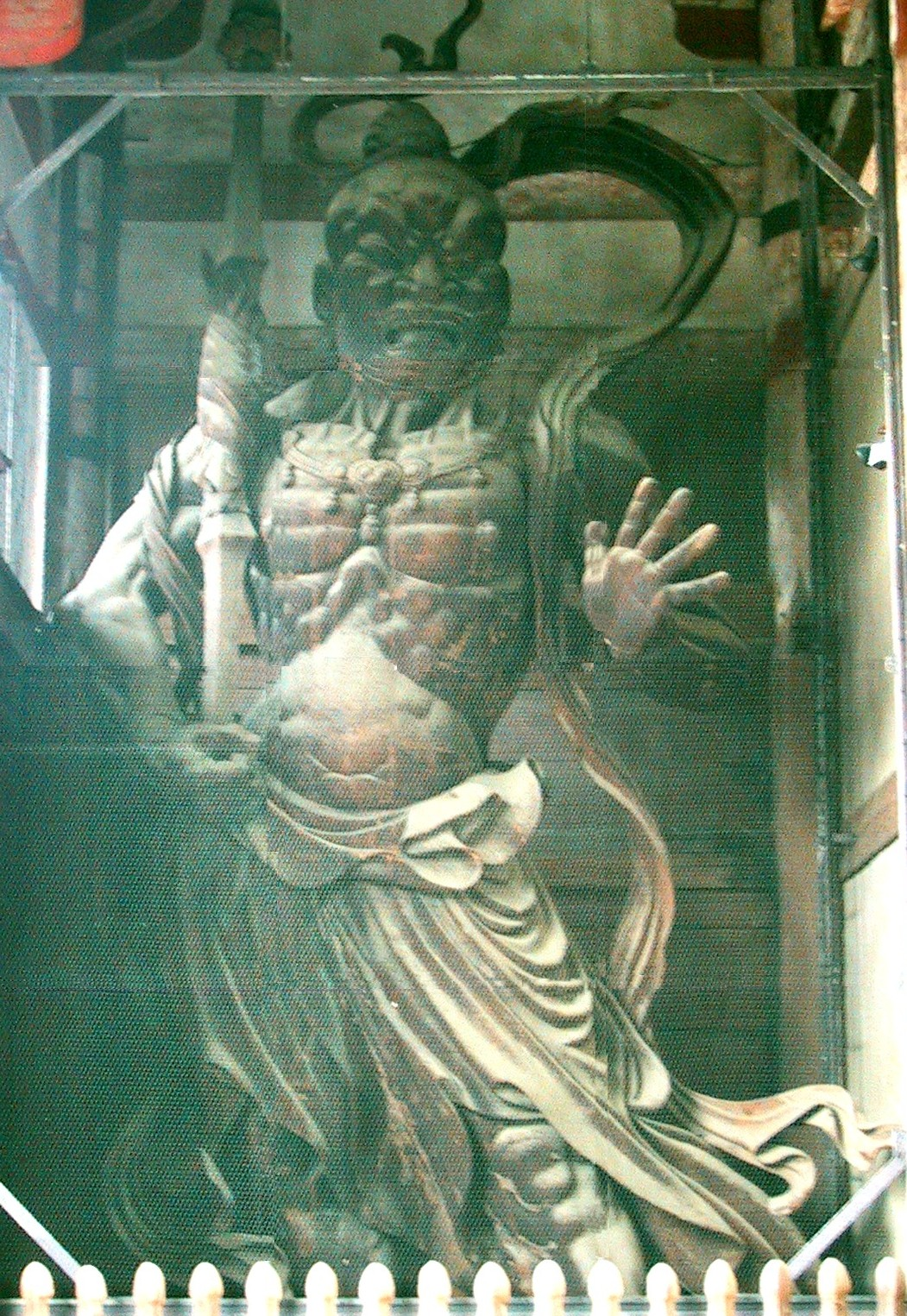
Uma famosa estátua japonesa de madeira de Kongorikishi (Agyō) em Tōdai-ji, Nara (Patrimônio Mundial). Foi criado pelos Busshi Unkei e Kaikei em 1203

Niō (仁王) ou Kongōrikishi (金剛力士) são dois guardiões furiosos e musculosos de Buda, que estão hoje na entrada de muitos templos budistas do budismo da Ásia Oriental, sob a forma de estátuas assustadoras do tipo lutador. Eles são manifestações dharmapala do bodisatva Vajrapāṇi, o mais antigo e mais poderoso do panteão budista Maaiana. De acordo com a tradição japonesa, eles viajaram com Gautama Buda para protegê-lo e há referências a isso no Cânone Pāli e também no Ambaṭṭha Sutta. Dentro da tradição geralmente pacifista do budismo, as histórias de dharmapalas justificavam o uso da força física para proteger valores e crenças apreciadas contra o mal. Os Niō também são vistos como uma manifestação de Mahasthamaprapta, o bodhisattva de poder que flanqueia Amitaba no budismo Terra Pura e como Vajrasattva no budismo tibetano.

## Manifestações

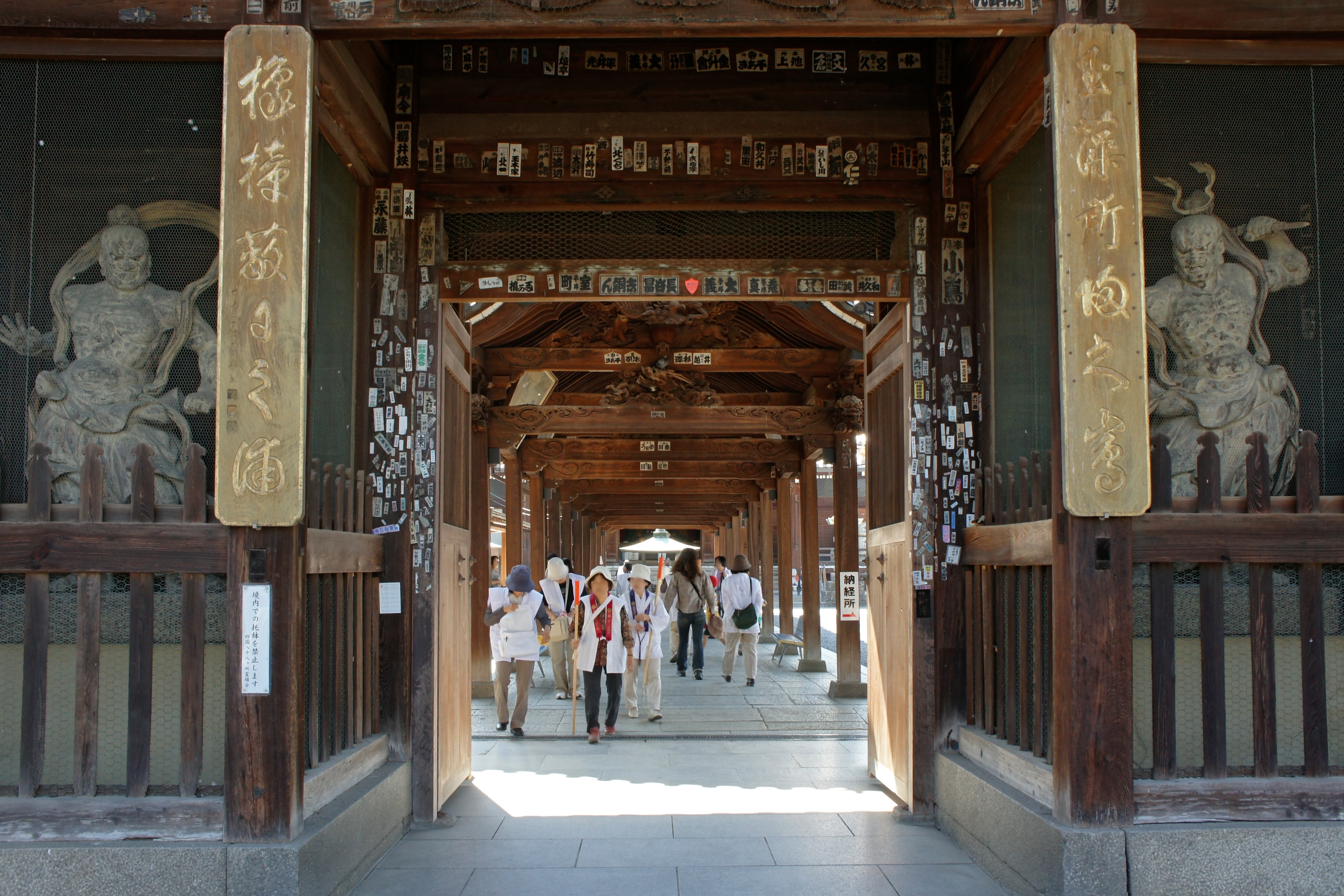
Dois Niō à esquerda (Ungyō) e à direita (Agyō) do sanmon (portão) em Zentsū-ji

Kongōrikishi são geralmente um par de figuras que ficam sob um portão de entrada separado do templo, geralmente chamado de Niōmon (仁王門)  no Japão, hēnghā èr jiàn g (哼哈二将) na China e em Geumgangmun (金剛門) na Coreia. A estátua da direita é chamada de Misshaku Kongō (密迹金剛)  e tem a boca aberta, representando a vocalização do primeiro grafema do sânscrito Devanāgarī (अ), que é pronunciado "a". A estátua da esquerda é chamada de Naraen Kongō (那羅延金剛)  e tem a boca fechada, representando a vocalização do último grafema de Devanāgarī (ह [ɦ]) que se pronuncia "ɦūṃ" (हूँ). Esses dois personagens juntos (a-hūṃ/a-un) simbolizam o nascimento e a morte de todas as coisas (Os homens supostamente nascem falando o som "a" com a boca aberta e morrem falando um "ɦūṃ", com a boca fechada). Semelhante ao Alfa e ómega no cristianismo, eles significam "tudo" ou "toda a criação". A contração de ambos é Om (ॐ), que é sânscrito para O Absoluto.

### Misshaku Kongō ou Agyō

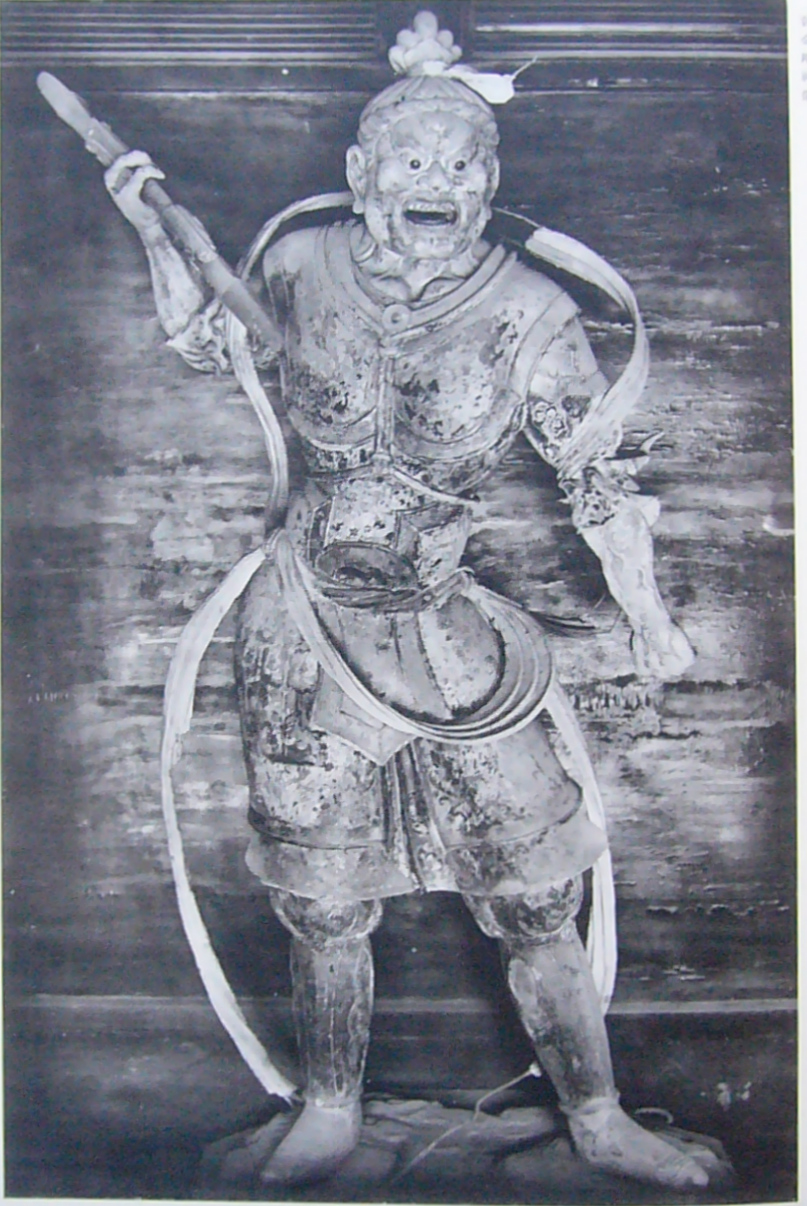
Shukongōshin em Tōdai-ji antes de 1939

Misshaku Kongō (密迹金剛), também chamado Agyō (阿形, forma "a", termo geral de estátuas de boca aberta em par om), é um símbolo de violência explícita: empunha um martelo vajra "vajra-pāṇi" (um taco de diamantes, um bastão de raio, ou símbolo do sol) e mostra os seus dentes. Sua boca é descrita como tendo a forma necessária para formar o som "ah", levando ao seu nome alternativo, "Agyō". Misshaku Kongō é Miljeok geumgang em coreano, Mìjī jīngāng em chinês mandarim e Mật tích kim cương em vietnamita. É equivalente a Guhyapāda vajra em sânscrito.

### Naraen Kongō ou Ungyō
Naraen Kongō (那羅延金剛), também chamado Ungyō (吽形, forma "um", termo geral de estátuas de boca fechada em par aum) em japonês, é retratado com as mãos vazias ou empunhando uma espada. Ele simboliza a força latente, mantendo a boca bem fechada. Sua boca é apresentada para formar o som "hūṃ" ou "Un", levando ao seu nome alternativo "Ungyō". Naraen Kongō é Narayeon geumgang em coreano, Nàluóyán jīngāng em chinês mandarim e Na la diên kim cương em vietnamita.

### Shukongōshin
Uma manifestação de Kongōrikishi que combina o Naraen e o Misshaku Kongō em uma única figura é o Shukongōshin, em Tōdai-ji em Nara, Japão. Shukongōshin (執金剛神), literalmente "espírito portador de vajra", é Shūkongōshin ou Shikkongōjin em japonês, Jip geumgang sin em coreano, Zhí jīngāng shén em mandarim e Chấp kim cang thần em vietnamita.

## Influência helenística

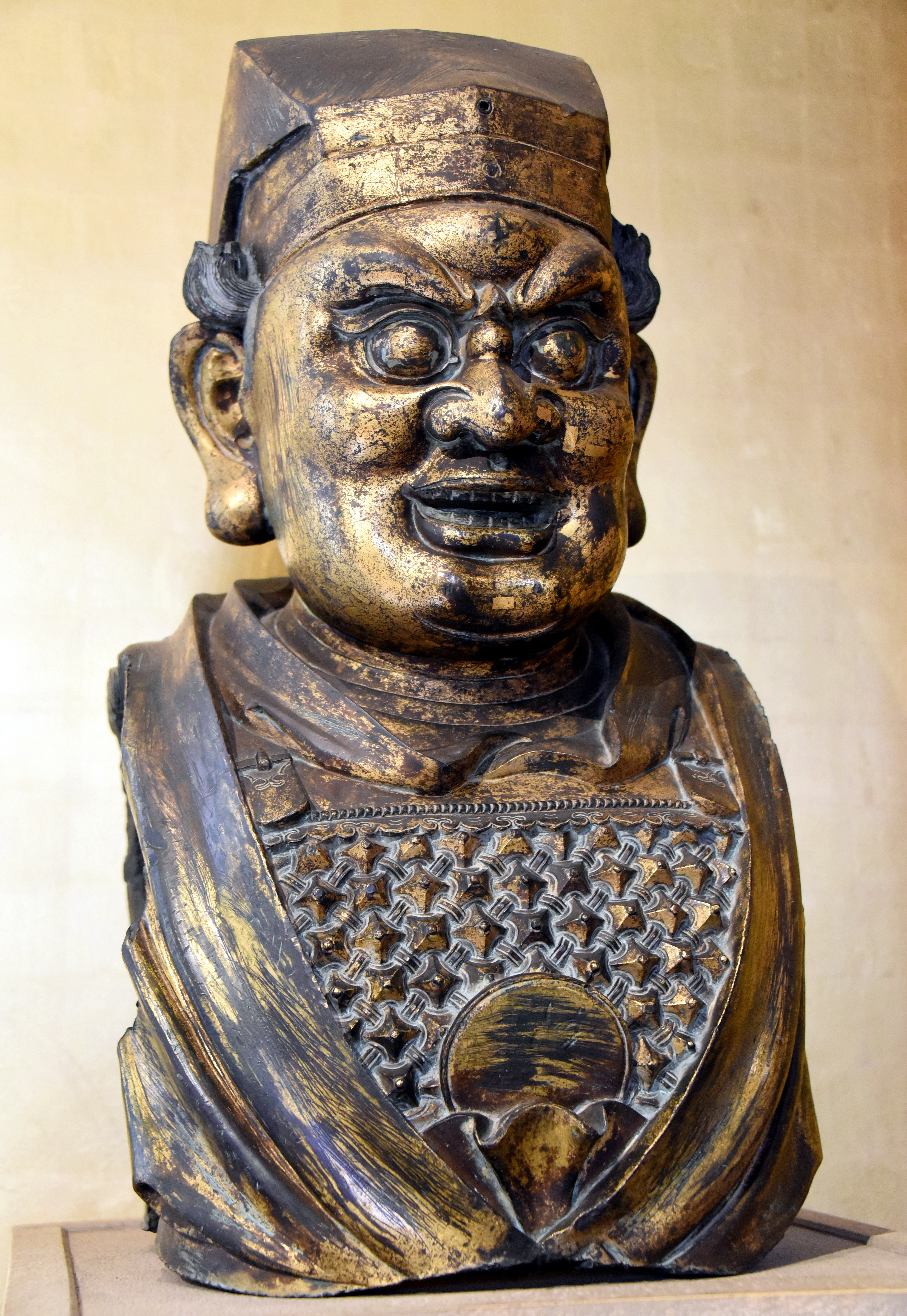
Busto de uma figura guardiã budista, da China, Dinastia Iuã, século XIV. Museu Britânico

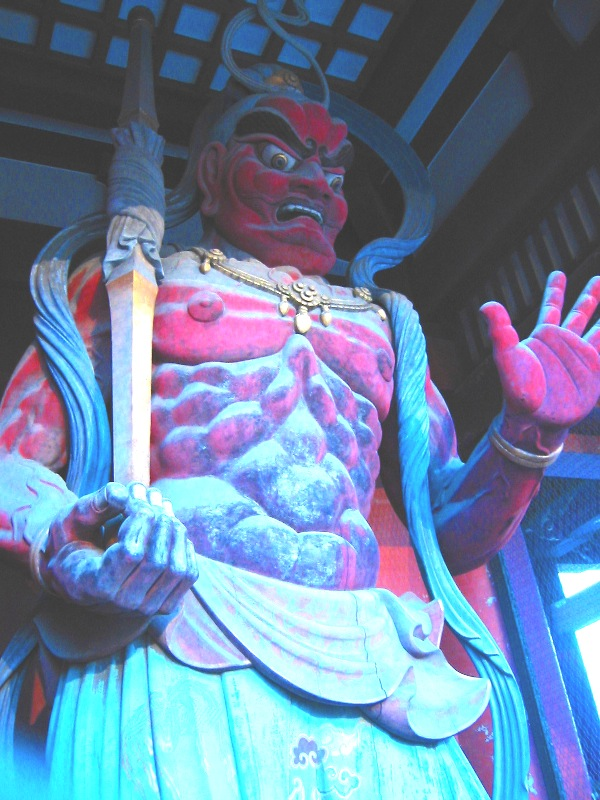
Templo Sensoji, Asakusa

Kongōrikishi é um possível caso de transmissão da imagem do herói grego Héracles para a Ásia Oriental ao longo da Rota da Seda. Héracles foi usado na arte greco-budista para representar Vajrapani, o protetor do Buda, e sua representação foi usada na China e no Japão para representar os deuses protetores dos templos budistas. Esta transmissão é parte do fenômeno sincrético greco-budista mais amplo, onde o budismo interagiu com a cultura helenística da Ásia Central do século IV a.C. ao século IV d.C..

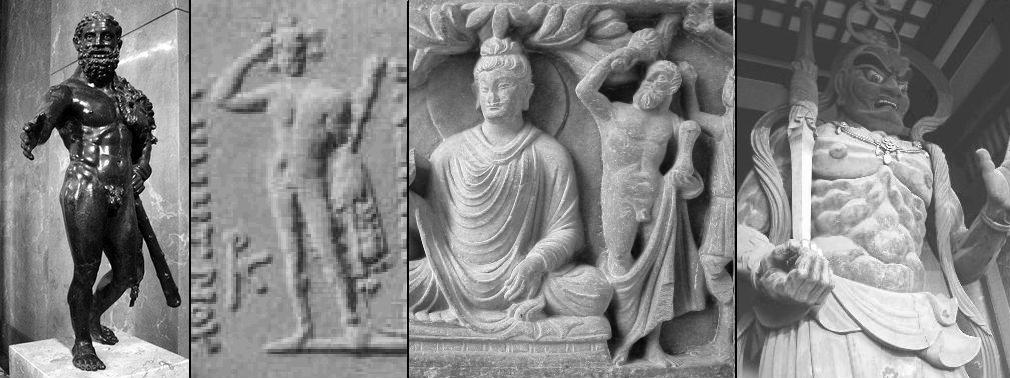
Evolução iconográfica do grego Heracles a Shukongōshin. Da esquerda à direita:
1) Héracles (Museu do Louvre).
2) Hércules na moeda do rei Greco-Bactriano Demétrio I.
3) Vajrapani, o protetor de Buda, retratado como Héracles na arte greco-budista de Gandara.
4) Shukongōshin de templos budistas no Japão. （Sensō-ji

## Budismo Nio Zen
O Budismo Nio Zen foi uma prática defendida pelo monge Zen Suzuki Shōsan (1579–1655), que defendeu o Budismo Nio Zen em vez do Budismo Zen Nyorai. Ele recomendou que os praticantes meditassem em Nio e até adotassem suas expressões ferozes e posturas marciais para cultivar poder, força e coragem ao lidar com a adversidade. Suzuki descreveu Nio da seguinte forma: "O Niō (Vajrapani) é um Deus ameaçador. Ele empunha o kongōsho (vajra) e pode esmagar seus inimigos. Confie nele, ore para que ele o proteja assim como protege o Buda. Ele vibra com energia e poder espiritual que você pode absorver dele em momentos de necessidade".

## Influência no taoísmo
Nio também foi introduzido no taoísmo chinês como Heng e Ha (哼哈二将). No romance taoísta Fengshen Yanyi, Zheng Lun e Chen Qi foram finalmente apontados como as duas divindades.